# سوارکاری در اوج
سوارکاری در اوج (انگلیسی: Riding High) یک فیلم موزیکال سیاه‌وسفید آمریکایی به کارگردانی فرانک کاپرا است که در سال ۱۹۵۰ منتشر شد.

## بازیگران
- بینگ کرازبی
- کالین گری
- چارلز بیکفورد
- فرانسیس گیفورد
- ویلیام دمارست
- جیمز گلیسون
- وارد باند
- کلارنس میوس
- پرسی کیلبراید
- هری دونپورت
- فرانکی دارو
- داگلاس دامبریل
- اروینگ بیکن
- چارلز لین
- مارگارت همیلتون
- رند بروکس
- مارجوری لرد
- داب تیلور
- پل هاروی
- استنلی اندروز
- اولیور هاردی
- بایرون فولگر
- چارلز سالیوان
- ریموند والبرن